# Liste der denkmalgeschützten Objekte in Vígľaš
Die Liste der denkmalgeschützten Objekte in Vígľaš enthält die 19 nach slowakischen Denkmalschutzvorschriften geschützten Objekte in der Gemeinde Vígľaš im Okres Detva.

## Denkmäler
| Foto |                 | Denkmal / č. ÚZPF                                  | Standort / Konskr. Nr.                           | Offizielle Beschreibung                           | Beschreibung                              | Metadaten                                                                    |
| ---- | --------------- | -------------------------------------------------- | ------------------------------------------------ | ------------------------------------------------- | ----------------------------------------- | ---------------------------------------------------------------------------- |
| ja   | Datei hochladen | Burgpalast(sk) ObjektID: 604-1123/1                | Standort KG: Víglaš Konskr.Nr.: 602              | hradné jadro - Víglašský zámok                    | Kernburg                                  | č. NKP: 604-1123/1 Stand des NKP: 2012-02-08 Name: PALÁC HRADNÝ              |
| ja   | Datei hochladen | Nordwest Bastion I(sk) ObjektID: 604-1123/2        | Standort KG: Víglaš Konskr.Nr.: 602              | hradné jadro - hranolová bašta                    | prismatische Bastion                      | č. NKP: 604-1123/2 Stand des NKP: 2012-02-08 Name: BAŠTA SEVEROZÁPADNÁ I.    |
|      | Datei hochladen | Vorwerk I(sk) ObjektID: 604-1123/3                 | KG: Víglaš Konskr.Nr.:                           | hradné jadro - vnútorné nádvorie                  | Kernburg, Innenhof                        | č. NKP: 604-1123/3 Stand des NKP: 2012-02-08 Name: NÁDVORIE HRADNÉ I.        |
|      | Datei hochladen | Burgwall(sk) ObjektID: 604-1123/4                  | KG: Víglaš Konskr.Nr.:                           | predhradie - vonkajšieh opevnenie                 | Außenbefestigung                          | č. NKP: 604-1123/4 Stand des NKP: 2012-02-08 Name: MÚR HRADBOVÝ              |
| ja   | Datei hochladen | Torturm(sk) ObjektID: 604-1123/5                   | KG: Víglaš Konskr.Nr.: 602                       | predhradie - vstupná veža                         | Vorwerk                                   | č. NKP: 604-1123/5 Stand des NKP: 2012-02-08 Name: VEŽA BRÁNOVÁ              |
|      | Datei hochladen | Wirtschaftsgebäude(sk) ObjektID: 604-1123/6        | KG: Víglaš Konskr.Nr.: 602                       | predhradie - južná hospodárska stavba             | Vorwerk, südliches Wirtschaftsgebäude     | č. NKP: 604-1123/6 Stand des NKP: 2012-02-08 Name: STAVBA HOSPODÁRSKA I.     |
| BW   | Datei hochladen | südwestliche Bastion II(sk) ObjektID: 604-1123/7   | Standort KG: Víglaš Konskr.Nr.: 602              | predhradie - polygonálna JZ veža                  | Vorwerk polygonaler Turm                  | č. NKP: 604-1123/7 Stand des NKP: 2012-02-08 Name: BAŠTA JUHOZÁPADNÁ Il.     |
|      | Datei hochladen | Wirtschaftsgebäude II(sk) ObjektID: 604-1123/8     | KG: Víglaš Konskr.Nr.: 602                       | predhradie - západná hospodárska stavba           | Vorwerk, westliches Wirtschaftsgebäude    | č. NKP: 604-1123/8 Stand des NKP: 2012-02-08 Name: STAVBA HOSPODÁRSKA II.    |
| BW   | Datei hochladen | nordwestliche Bastion III(sk) ObjektID: 604-1123/9 | Standort KG: Víglaš Konskr.Nr.: 735              | predhradie - polygonálna SZ veža opevnenia        | Vorwerk, polygonaler Turm                 | č. NKP: 604-1123/9 Stand des NKP: 2012-02-08 Name: BAŠTA SEVEROZÁPADNÁ III.  |
|      | Datei hochladen | Wirtschaftsgebäude III(sk) ObjektID: 604-1123/10   | KG: Víglaš Konskr.Nr.: 602                       | predhradie - severná hospodárska stavba           | Vorwerk, nördliches Wirtschaftsgebäude    | č. NKP: 604-1123/10 Stand des NKP: 2012-02-08 Name: STAVBA HOSPODÁRSKA III.  |
|      | Datei hochladen | Aufbau mit Brunnen(sk) ObjektID: 604-1123/11       | KG: Víglaš Konskr.Nr.: 602                       | predhradie - severná vodná veža                   | Vorwerk, nördlicher Wasserturm            | č. NKP: 604-1123/11 Stand des NKP: 2012-02-08 Name: STAVBA SO STUDNOU        |
| BW   | Datei hochladen | nordöstliche Bastion IV(sk) ObjektID: 604-1123/12  | Standort KG: Víglaš Konskr.Nr.: 602              | predhradie - SV polvalcová veža                   | Vorwerk, halbzylindrischer Turm           | č. NKP: 604-1123/12 Stand des NKP: 2012-02-08 Name: BAŠTA SEVEROVÝCHODNÁ lV. |
| BW   | Datei hochladen | südöstliche Bastion V(sk) ObjektID: 604-1123/13    | Standort KG: Víglaš Konskr.Nr.: 602              | predhradie - JV polvalcová veža                   | Vorwerk, halbzylindrischer Turm           | č. NKP: 604-1123/13 Stand des NKP: 2012-02-08 Name: BAŠTA JUHOVÝCHODNÁ V.    |
| ja   | Datei hochladen | Burghof II(sk) ObjektID: 604-1123/14               | KG: Víglaš Konskr.Nr.: 602                       | predhradie - vonkajšie nádvorie                   | Vorwerk, der äußere Hof                   | č. NKP: 604-1123/14 Stand des NKP: 2012-02-08 Name: NÁDVORIE HRADNÉ II.      |
|      | Datei hochladen | Parkmauer(sk) ObjektID: 604-1123/15                | KG: Víglaš Konskr.Nr.: 602                       | predhradie - východná parkanová hradba            | Vorwerk, östlicher Wall                   | č. NKP: 604-1123/15 Stand des NKP: 2012-02-08 Name: MÚR PARKANOVÝ            |
|      | Datei hochladen | Grabenmauer(sk) ObjektID: 604-1123/16              | KG: Víglaš Konskr.Nr.: 602                       | opevnenie šijové - hradbový múr šijového opevnen. | ?hintere Befestigung, Befestigungsmauer ? | č. NKP: 604-1123/16 Stand des NKP: 2012-02-08 Name: MÚR PRIEKOPOVÝ           |
| BW   | Datei hochladen | südliche Bastion VI(sk) ObjektID: 604-1123/17      | Standort KG: Víglaš Konskr.Nr.: 602              | opevnenie šijové - južná valcová veža             | ?hintere Befestigung, zylindrischer Turm  | č. NKP: 604-1123/17 Stand des NKP: 2012-02-08 Name: BAŠTA JUŽNÁ VI.          |
|      | Datei hochladen | rückwärtiger Graben(sk) ObjektID: 604-1123/18      | KG: Víglaš Konskr.Nr.: 602                       | opevnenie šijové                                  | hintere Befestigung                       | č. NKP: 604-1123/18 Stand des NKP: 2012-02-08 Name: PRIEKOPA ŠIJOVÁ          |
| ja   | Datei hochladen | Glockenturm(sk) ObjektID: 604-1124/0               | Malinovského ul. Standort KG: Víglaš Konskr.Nr.: |                                                   |                                           | č. NKP: 604-1124/0 Stand des NKP: 2012-02-08 Name: ZVONICA                   |

## Legende
Die Tabelle enthält im Einzelnen folgende Informationen:
| Foto:                    | Fotografie des Denkmals. |
| Denkmal / č. ÚZPF:       | Die Übersetzung der Bezeichnung des Denkmals, wie sie vom Slowakischen Denkmalamt (Pamiatkový úrad Slovenskej republiky) verwendet wird. Die Originalbezeichnung ist unter dem Fragezeichen angegeben. Fehlt die Übersetzung, so wird die Originalbezeichnung direkt angezeigt. Weiters ist die Objekt-Identifikationsnummer (Objekt ID) angeführt. Sie ist die offizielle, in der Slowakei eindeutige Nummer č. ÚZPF inklusive der zugehörigen Zählnummer, wie sie in den Daten des Denkmalamtes angegeben wird. Da diese nur innerhalb eines Landkreises gezählt wird, ist dessen Nummer der Denkmalnummer vorangestellt. |
| Standort:                | Wenn in der Liste vorhanden, ist die Adresse angegeben. In Klammern kann sich noch eine zusätzliche Adresse befinden, wenn es beispielsweise ein Eckhaus ist. Bei freistehenden Objekten ohne Adresse (zum Beispiel bei Bildstöcken) ist eine Adresse angegeben, die in der Nähe des Objekts liegt. Durch Aufruf des Links Standort wird die Lage des Denkmals in verschiedenen Kartenprojekten angezeigt. Darunter sind die Katastralgemeinde (KG) und, wenn vorhanden, die Konskriptionsnummer (Konskr. Nr.) angegeben.                                                                                                   |
| Offizielle Beschreibung: | Es ist die Kurzbeschreibung auf Slowakisch, wie sie in den offiziellen Listen angegeben ist, eingetragen. |
| Beschreibung:            | Kurze Angaben zum Denkmal auf Deutsch. |
| Metadaten:               | Zusätzlich werden, wenn in den persönlichen Einstellungen das Helferlein Dauerhaftes Einblenden von Metadaten aktiviert ist, ebensolche angezeigt. |

- Karte mit allen Koordinaten:
- OSM |
- WikiMap